# نموذج الأسرة التعليمية
نموذج الأسرة التعليمية هو نموذج لرعاية الشباب المضطرب يُستخدَم دوليًا في المنازل الجماعية، والرعاية البديلة العلاجية، والمدارس، والعلاج المنزلي، وغير ذلك من برامج رعاية الشباب والبالغين غير المستقلين. وقد وضِع هذا النموذج في الستينيات من القرن العشرين من خلال الأبحاث في جامعة كانساس. وتضمن الباحثون، الذين عملوا على وضعه، آنذاك كلاً من الدكتور مونتروز وولف (مبتكر فكرة معاقبة الطفل بإبقائه منفردًا فترة من الوقت كأداة تعليمية لتهذيب السلوك)، والدكتور جاري تيمبرز. وقد اُستخدِم هذا النموذج أكثر من 800 مرة، وإن لم يثبت في كل المرات فعاليته ونجاحه.
يقوم هذا النموذج للرعاية على أساس "أسلوب منظم لتقديم الخدمات الإنسانية الفعالة المخصصة التي ترضي العملاء. ويتسم هذا الأسلوب بفعاليته وإمكانية تكراره." (من الموقع الإلكتروني لاتحاد الأسر التعليمية) وينصب تركيز هذا النموذج على استخدام الأساليب السلوكية المُثبَت صحتها علميًا، والمعروفة باسم التحليل السلوكي التطبيقي، وأحيانًا بالتعديل السلوكي، بهدف تعليم الفرد المهارات الاجتماعية، وتعزيزها لديه، والسماح له بالاستمرار أو التقدم في بيئته.
تستخدم العديد من البرامج بجميع أنحاء الولايات المتحدة هذا النموذج في الرعاية، ويشمل ذلك بعض المواقع المُعتمَدة، مثل Kenosha Human Development Services, Inc (خدمات التنمية البشرية في كينوشا)، و The Children's Home of Cincinnati (دار رعاية الأطفال في سيسيناتي)، وVirginia Home for Boys and Girls (دار فيرجينيا للصبية والفتيات)، و The Barium Springs Home For Children (دار باريوم سبرينجس للأطفال)، و Closer To Home Calgary, Alberta, Canada (أقرب إلى المنزل، كالجاري، ألبيرتا، كندا)، و Utah Youth Village (قرية شباب يوتا). وهذه المواقع إما مواقع معتمدة (هيئات راعية)، أو هيئات نامية، أو مواقع داعمة. والهيئات النامية، مثل «قرية الأطفال» تخضع لتقييم مكثف بواسطة الهيئات الراعية قبل أن تصبح هيئات معتمدة. أما الهيئات الداعمة، مثل Youth Quest Inc (يوث كويست)، فقد تستخدم نموذج الأسرة التعليمية، لكنها لا تخضع للتقييم بسبب حجمها أو القيود المتعلقة بتمويلها.
واتحاد الأسر التعليمية (TFA) هو منظمة دولية تأسست في عام 1975 لدعم هذا النموذج من الرعاية. يمكن الحصول على مزيد من المعلومات عن هذا الاتحاد من الموقع الإلكتروني له على الإنترنت.

## الأبحاث
استمرت الأبحاث التي تناولت نموذج الأسرة التعليمية سنوات طوالاً. وبوجه عام، تدعم هذه الأبحاث استخدام دور الأسر التعليمية للحد من حالات الانتكاس أثناء التواجد في البرنامج، كما يقترح بعضها تخفيض البرامج اللاحقة. وقد اُقترِح نموذج الأسرة التعليمية ليكون برنامجًا نموذجيًا لمراكز العلاج السكنية ومراكز تعديل السلوك.